# Ioannis Masmanidis
Ioannis Masmanidis (Leverkusen, 9 marzo 1983) è un ex calciatore tedesco, di ruolo centrocampista.